# Rotax 914
Il Rotax 914 è un motore aeronautico a 4 cilindri orizzontali contrappost a carter secco con raffreddamento ad aria dei cilindri e ad acqua delle testate, dotato di turbocompressore ed intercooler, la sua produzione è iniziata nei tardi anni ottanta da parte dall'azienda austro-canadese BRP-Powertrain, poi Rotax.

## Specifiche tecniche
Il motore, dal peso (variabile in base all'allestimento) da 64 a 78 kg a secco è sviluppato sulla base del Rotax 912 (un motore più o meno uguale con la mancanza però di turbocompressore) e sviluppa una potenza di 84,5 kW (115 cv) a 5500 giri/min e 144 Nm a 4900giri/min. Il motore ha un regime massimo di 5800 giri/min per un massimo di 5 minuti.
In dettaglio:
- Tipo: quattro cilindri contrapposti, quattro tempi, turbocompresso raffreddato ad aria / liquido.
- Alesaggio : 79,5 mm
- Corsa : 61 mm
- Cilindrata : 1.211,2 cc
- Lunghezza: 561 mm
- Larghezza: 576 mm
- Peso a secco : 64 kg con avviamento elettrico, carburatori, pompa del carburante, filtri dell'aria e sistema dell'olio.

- Comando valvole: OHV, sollevatori idraulici, aste di comando, bilancieri.
- Sistema di alimentazione: 2 carburatori a depressione Bing da 64mm.
- Tipo di carburante: senza piombo: 95, 98 ottani o AVGAS 100LL.
- Impianto olio: carter secco con pompa trocoidale, azionata dall'albero a camme.
- Sistema di raffreddamento: teste dei cilindri raffreddate a liquido, cilindri raffreddati ad aria. Radiatore dell'olio e intercooler opzionali.
- Riduttore : riduttore integrato 1: 2.273; 1: 2,43 opzionale.
- Doppia accensione elettronica.

## Varianti
914 F
Famiglia delle versioni motore certificate secondo la FAR 33 della US Federal Aviation Administration e secondo la JAR-E dell'EASA. Include:
- 914 F2: Versione equipaggiata per accettare un'elica a passo fisso
- 914 F3: Versione equipaggiata con un circuito idraulico per elica a passo variabile
- 914 F4: Versione equipaggiata per interfacciarsi a un circuito idraulico per elica a passo variabile

914 UL
Versione del motore non certificata per ultraleggeri e aeromobili sperimentali e autocostruiti

## Applicazioni
Viene impiegato maggiormente in campo ultraleggero e in alcuni casi in campo di aviazione generale o di pilotaggio remoto, vedi l'RQ-1 Predator.